# 松平頼英
松平 頼英（まつだいら よりひで）は、江戸時代後期の大名。伊予西条藩の第10代（最後）の藩主、のち藩知事、子爵。

## 生涯
天保14年（1843年）9月22日、西条藩9代藩主・松平頼学の五男（六男との説もある）として誕生した。幼名は勇之進。4人の兄や頼学の婿養子であった頼永の早世などにより世子となる。
文久2年（1862年）11月21日、父の隠居により家督を継いだ。明治元年（1868年）の戊辰戦争では、親藩ながら官軍側に与している。明治2年（1869年）6月、版籍奉還により知藩事となり、明治4年（1871年）の廃藩置県で免官されて東京府へ移った。明治17年（1884年）に子爵となる。
明治38年（1905年）12月3日、死去した。享年63（満62歳没）。

## 栄典
- 1887年（明治20年）12月26日 - 正四位[1]

## 系譜
- 父：松平頼学（1809年 - 1865年） - 伊予国西条藩9代藩主
- 母：山野井氏
- 兄弟
  - 久松丸
  - 銐丸
  - 充千代
  - 徳之丞
  - 徳川茂承 - 紀州藩14代藩主
- 夫人：阿部貞子 - 阿部正備の長女
- 側妾：奥田氏
- 子女
  - 長女：鏺姫
  - 長男：哲丸
  - 次女：猪久姫
  - 三女：澄子 - 真田幸正夫人
  - 四女：輝子 - 東園基光夫人
- 養子
  - 松平頼和（1865年 - 1940年） - 松平頼胤の七男、夫人は徳川茂承の次女・保子